# Record du monde de natation dames du 50 mètres papillon
Progression du record du monde de natation sportive dames pour l'épreuve du 50 mètres papillon en bassin de 50 et 25 mètres.

## Bassin de 50 mètres
| Temps                      | Athlète               | Naissance | Âge | Nationalité | Compétition                  | Lieu         | Date              |
| -------------------------- | --------------------- | --------- | --- | ----------- | ---------------------------- | ------------ | ----------------- |
| 27 s 54                    | Catherine Plewinski   | 1968      | 20  | France      | Jeux olympiques (f)          | Séoul        | 23 septembre 1988 |
| 27 s 30                    | Hong Qian             | 1971      | 20  | Chine       | Championnats du monde        | Perth        | 6 janvier 1991    |
| 27 s 30                    | Angel Myers-Martino   | 1967      | 29  | États-Unis  |                              | Indianapolis | 9 mars 1996       |
| 26 s 55                    | Amy Van Dyken         | 1973      | 23  | États-Unis  |                              | Phoenix      | 17 mai 1996       |
| Record reconnu par la FINA |                       |           |     |             |                              |              |                   |
| 26 s 54                    | Inge de Bruijn        | 1973      | 26  | Pays-Bas    |                              | Amersfoort   | 18 juin 1999      |
| 26 s 39                    | Anna-Karin Kammerling | 1980      | 19  | Suède       |                              | Jönköping    | 15 juillet 1999   |
| 26 s 29                    | Anna-Karin Kammerling | 1980      | 19  | Suède       | Championnats d'Europe (f)    | Istanbul     | 27 juillet 1999   |
| 25 s 83                    | Inge de Bruijn        | 1973      | 27  | Pays-Bas    | Mare Nostrum                 | Monaco       | 20 mai 2000       |
| 25 s 64                    | Inge de Bruijn        | 1973      | 27  | Pays-Bas    | Grand Prix Speedo (s)        | Sheffield    | 26 mai 2000       |
| 25 s 57                    | Anna-Karin Kammerling | 1980      | 22  | Suède       | Championnats d'Europe(f)     | Berlin       | 30 juillet 2002   |
| 25 s 46                    | Therese Alshammar     | 1977      | 30  | Suède       | Mare Nostrum                 | Barcelone    | 13 juin 2007      |
| 25 s 44                    | Therese Alshammar     | 1977      | 32  | Suède       | Championnats d'Australie (s) | Sydney       | 16 mars 2009      |
| 25 s 33                    | Marleen Veldhuis      | 1979      | 30  | Pays-Bas    | Amsterdam swim cup (f)       | Amsterdam    | 19 avril 2009     |
| 25 s 28                    | Marleen Veldhuis      | 1979      | 30  | Pays-Bas    | Championnats du monde (d)    | Rome         | 31 juillet 2009   |
| 25 s 07                    | Therese Alshammar     | 1977      | 32  | Suède       | Championnats du monde (d)    | Rome         | 31 juillet 2009   |
| 24 s 43                    | Sarah Sjöström        | 1993      | 20  | Suède       | Championnats de Suède (f)    | Borås        | 5 juillet 2014    |

## Bassin de 25 mètres
| Temps   | Athlète               | Naissance | Âge | Nationalité | Compétition               | Lieu         | Date             |
| ------- | --------------------- | --------- | --- | ----------- | ------------------------- | ------------ | ---------------- |
| 26 s 93 | Angela Kennedy        | 1976      | 17  | Australie   |                           | Canberra     | 22 juillet 1993  |
| 26 s 73 | Amy Van Dyken         | 1973      | 24  | États-Unis  |                           | Espoo        | 1er février 1995 |
| 26 s 56 | Angela Kennedy        | 1976      | 19  | Australie   |                           | Sheffield    | 12 février 1995  |
| 26 s 55 | Misty Hyman           | 1979      | 18  | États-Unis  |                           | Göteborg     | 19 avril 1997    |
| 26 s 48 | Jenny Thompson        | 1973      | 24  | États-Unis  |                           | Göteborg     | 30 novembre 1997 |
| 26 s 05 | Jenny Thompson        | 1973      | 25  | États-Unis  |                           | College Park | 2 décembre 1998  |
| 26 s 00 | Jenny Thompson        | 1973      | 26  | États-Unis  |                           | College Park | 18 novembre 1999 |
| 25 s 64 | Anna-Karin Kammerling | 1980      | 19  | Suède       | Championnats d'Europe     | Lisbonne     | 10 décembre 1999 |
| 25 s 60 | Anna-Karin Kammerling | 1980      | 20  | Suède       | Championnats d'Europe     | Valence      | 15 décembre 2000 |
| 25 s 36 | Anna-Karin Kammerling | 1980      | 21  | Suède       | Coupe du monde            | Stockholm    | 25 janvier 2001  |
| 25 s 33 | Anna-Karin Kammerling | 1980      | 25  | Suède       | Championnats de Suède     | Göteborg     | 12 mars 2005     |
| 25 s 32 | Felicity Galvez       | 1985      | 23  | Australie   | Championnats du monde (f) | Manchester   | 11 avril 2008    |
| 25 s 31 | Therese Alshammar     | 1977      | 31  | Suède       | Coupe du monde (f)        | Stockholm    | 12 novembre 2008 |
| 24 s 99 | Marieke Guehrer       | 1986      | 22  | Australie   | Coupe du monde (f)        | Berlin       | 16 novembre 2008 |
| 24 s 75 | Therese Alshammar     | 1977      | 32  | Suède       | Coupe du monde (f)        | Durban       | 17 octobre 2009  |
| 24 s 46 | Therese Alshammar     | 1977      | 32  | Suède       | Coupe du monde (f)        | Stockholm    | 11 novembre 2009 |
| 24 s 38 | Therese Alshammar     | 1977      | 32  | Suède       | Coupe du monde (f)        | Singapour    | 22 novembre 2009 |